# انبثاق بركاني

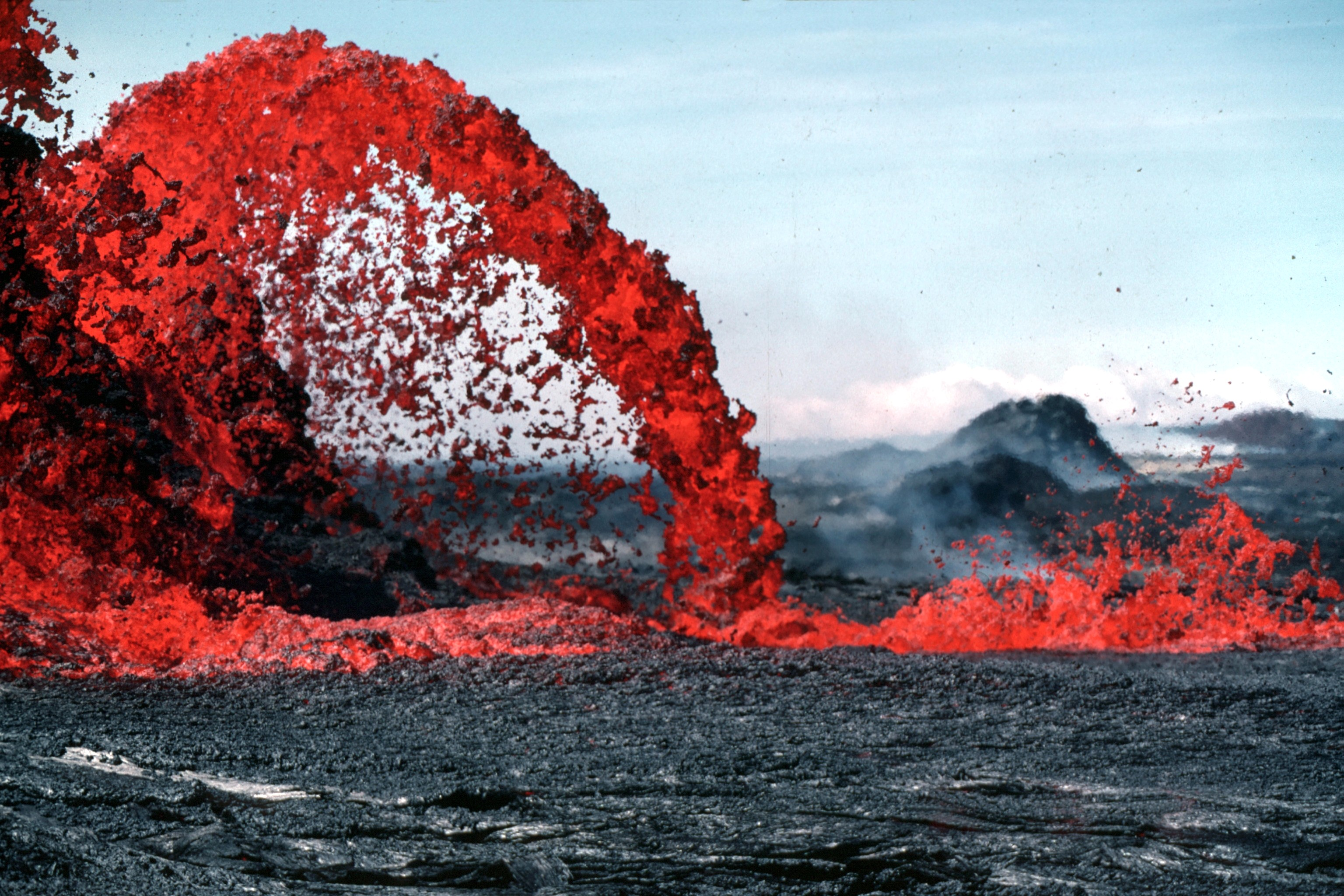
حمم بركانية

الانبثاق البركاني هو نشاط بركاني هادئ، وهو يمثل إلى جانب الانفجار البركاني نوعان لظاهرة النشاط البركاني.
والاختلاف بين الانبثاق البركاني والانفجار البركاني يتمثل في كونه أقل حدة وأقل شدة ويكون مصحوباً بسيل اللافا. وتكون اللابة (اللافا) عادة من البازلت و قليلة اللزوجة بسبب قلة نسبة ثاني أكسيد السيليكون فيها. وبحسب ما يتواجد في البركان من ضغط ومكونات غازية، فقد يكون الانبثاق مصحوبا بظهور النافورات واللافا المنصهرة . ويؤدي الانبثاق البركاني إلى تكون نوع البراكين الهضبية.
من أمثلة الانبثاق البركاني بركان مونا لوا و مونا كيا في جزر هاواي . كما يصاحب البراكين التصدعية عادة انبثاق للحمم البازلتية، كما نجد ذلك في هضبة كولومبيا البازلتية في الولايات المتحدة الأمريكية.

## اقرأ أيضا
- بركان
- انفجار بركاني
- حمم بركانية
- بركان تصدعي
- بركان هيكلا